# Мировой Гран-при по волейболу 2006
14-й розыгрыш Гран-при — международного турнира по волейболу среди женских национальных сборных — прошёл с 18 августа по 10 сентября 2006 года в 10 городах 7 стран с участием 12 команд. Финальный этап был проведён в Реджо-ди-Калабрия (Италия). Победителем турнира в 6-й раз в своей истории и в 3-й раз подряд стала сборная Бразилии.

## Команды-участницы
Италия — страна-хозяин финального этапа;
Азербайджан, Россия, Польша — по итогам европейской квалификации;
Китай, Япония, Южная Корея, Таиланд — по результатам мирового рейтинга среди команд AVC;
Куба, Доминиканская Республика, США — по итогам розыгрыша Панамериканского Кубка 2005 года (три лучшие команды от NORCECA);
Бразилия — по итогам розыгрыша Панамериканского Кубка 2005 года (лучшая команда от CSV).

## Система проведения розыгрыша
На предварительном этапе команды выступали по туровой системе. В каждом туре (всего их было три) команды делились на четвёрки и проводили в них однокруговые турниры. Все результаты шли в общий зачёт. В играх финального этапа, состоявшего из группового раунда и плей-офф, участвовали хозяин финала Италия и пять лучших команд по итогам предварительного этапа.

## Предварительный этап
18 августа — 3 сентября

### Турнирная таблица
| М  | Команда                  | И | В | П | С/О     | С/П   | О  |
| -- | ------------------------ | - | - | - | ------- | ----- | -- |
| 1  | Бразилия                 | 9 | 9 | 0 | 765:632 | 27:4  | 18 |
| 2  | Россия                   | 9 | 8 | 1 | 836:736 | 24:12 | 17 |
| 3  | Китай                    | 9 | 8 | 1 | 767:700 | 24:9  | 17 |
| 4  | Италия                   | 9 | 7 | 2 | 763:672 | 22:10 | 16 |
| 5  | Куба                     | 9 | 6 | 3 | 750:733 | 19:14 | 15 |
| 6  | Япония                   | 9 | 5 | 4 | 643:631 | 15:14 | 14 |
| 7  | США                      | 9 | 4 | 5 | 844:840 | 19:18 | 13 |
| 8  | Доминиканская Республика | 9 | 2 | 7 | 739:821 | 12:24 | 11 |
| 9  | Южная Корея              | 9 | 2 | 7 | 671:751 | 10:23 | 11 |
| 10 | Азербайджан              | 9 | 1 | 8 | 887:919 | 16:26 | 10 |
| 11 | Таиланд                  | 9 | 1 | 8 | 690:798 | 7:26  | 10 |
| 12 | Польша                   | 9 | 1 | 8 | 738:860 | 11:26 | 10 |

### 1-й тур
18—20 августа

#### Группа А
Токио
18.08: Бразилия — Южная Корея 3:0 (25:14, 25:17, 25:14); Япония — Куба 3:0 (29:27, 25:18, 25:17).
19.08: Бразилия — Куба 3:1 (25:19, 25:27, 25:20, 25:21); Япония — Южная Корея 3:0 (25:20, 25:20, 25:17).
20.08: Куба — Южная Корея 3:0 (25:23, 25:20, 25:23); Бразилия — Япония 3:0 (25:22, 25:16, 25:20).

#### Группа В
Гонконг
18.08: Россия — Азербайджан 3:2 (22:25, 21:25, 27:25, 25:23, 15:7); Китай — Таиланд 3:0 (25:20, 25:19, 25:22).
19.08: Россия — Таиланд 3:1 (25:17, 25:15, 26:28, 25:19); Китай — Азербайджан 3:2 (21:25, 25:23, 22:25, 25:21, 15:13).
20.08: Азербайджан — Таиланд 3:2 (20:25, 22:25, 25:19, 25:20, 16:14); Китай — Россия 3:0 (25:15, 25:23, 25:21).

#### Группа С
Быдгощ
18.08: Доминиканская Республика — США 3:2 (21:25, 25:23, 19:25, 29:27, 15:8); Италия — Польша 3:0 (25:23, 25:18, 25:21).
19.08: Италия — Доминиканская Республика 3:0 (25:17, 25:17, 25:18); США — Польша 3:1 (26:24, 25:22, 18:25, 25:21).
20.08: Италия — США 3:1 (25:21, 25:27, 25:18, 25:17); Доминиканская Республика — Польша 3:1 (25:23, 25:20, 28:30, 25:17).

### 2-й тур
25—27 августа

#### Группа D
Макао
25.08: Бразилия — Доминиканская Республика 3:2 (25:14, 22:25, 20:25, 25:17, 15:8); Китай — США 3:2 (25:27, 25:22, 25:22, 20:25, 16:14).
26.08: Бразилия — США 3:1 (29:27, 25:22, 23:25, 25:21); Китай — Доминиканская Республика 3:1 (25:22, 25:20, 20:25, 25:22).
27.08: США — Доминиканская Республика 3:1 (25:22, 22:25, 26:24, 25:16); Бразилия — Китай 3:0 (25:22, 25:19, 25:17).

#### Группа E
Сеул
25.08: Южная Корея — Россия 1:3 (15:25, 18:25, 25:20, 20:25); Япония — Польша 3:0 (25:18, 26:24, 25:18).
26.08: Россия — Польша 3:2 (25:16, 28:30, 25:16, 24:26, 15:6); Япония — Южная Корея 3:0 (25:22, 25:15, 25:19).
27.08: Южная Корея — Польша 3:2 (23:25, 25:10, 19:25, 25:22, 15:9); Россия — Япония 3:0 (25:23, 25:17, 25:21).

#### Группа F
Тайбэй
25.08: Италия — Азербайджан 3:2 (25:18, 25:20, 22:25, 23:25, 15:11); Куба — Таиланд 3:0 (25:23, 25:21, 25:17).
26.08: Куба — Азербайджан 3:2 (22:25, 26:24, 21:25, 25:21, 15:12); Италия — Таиланд 3:1 (23:25, 25:20, 25:23, 25:20).
27.08: Куба — Италия 3:1 (25:22, 25:23, 20:25, 25:18); Таиланд — Азербайджан 3:2 (25:21, 18:25, 17:25, 25:23, 15:10).

### 3-й тур
1—3 сентября

#### Группа G
Нинбо
1.09: Куба — Польша 3:2 (18:25, 25:27, 25:15, 25:16, 15:9); Китай — Азербайджан 3:1 (25:18, 25:20, 19:25, 26:24).
2.09: Куба — Азербайджан 3:0 (25:18, 25:21, 28:26); Китай — Польша 3:0 (25:22, 25:15, 25:14).
3.09: Польша — Азербайджан 3:2 (25:21, 25:21, 19:25, 22:25, 15:13); Китай — Куба 3:0 (25:19, 25:23, 25:19).

#### Группа H
Бангкок
1.09: Россия — Южная Корея 3:2 (21:25, 25:22, 25:20, 21:25, 15:7); США — Таиланд 3:0 (29:27, 25:15, 27:25).
2.09: США — Южная Корея 3:1 (12:25, 25:16, 29:27, 25:16); Россия — Таиланд 3:0 (25:19, 25:20, 27:25).
3.09: Россия — США 3:1 (25:22, 20:25, 25:11, 25:23); Южная Корея — Таиланд 3:0 (29:27, 25:18, 25:22).

#### Группа I
Окаяма
1.09: Бразилия — Италия 3:0 (25:22, 25:22, 30:28); Япония — Доминиканская Республика 3:2 (25:16, 18:25, 25:16, 15:25, 16:14).
2.09: Бразилия — Доминиканская Республика 3:0 (25:22, 25:22, 26:24); Италия — Япония 3:0 (25:18, 25:19, 25:23).
3.09: Италия — Доминиканская Республика 3:0 (25:13, 25:19, 25:16); Бразилия — Япония 3:0 (25:21, 25:21, 25:18).

## Финальный этап
6—10 сентября.  Реджо-ди-Калабрия.

### Групповой раунд

#### Группа А
| М | Команда | 1   | 2   | 3   | И | В | П | С/О     | С/П | О |
| - | ------- | --- | --- | --- | - | - | - | ------- | --- | - |
| 1 | Италия  |     | 1:3 | 3:0 | 2 | 1 | 1 | 170:143 | 4:3 | 3 |
| 2 | Куба    | 3:1 |     | 1:3 | 2 | 1 | 1 | 178:191 | 4:4 | 3 |
| 3 | Китай   | 0:3 | 3:1 |     | 2 | 1 | 1 | 144:158 | 3:4 | 3 |

6.09: Китай — Куба 3:1 (25:19, 21:25, 25:23, 25:16).
7.09: Куба — Италия 3:1 (26:24, 19:25, 25:23, 25:23).
8.09: Италия — Китай 3:0 (25:17, 25:17, 25:14).

#### Группа В
| М | Команда  | 1   | 2   | 3   | И | В | П | С/О     | С/П | О |
| - | -------- | --- | --- | --- | - | - | - | ------- | --- | - |
| 1 | Бразилия |     | 3:0 | 3:1 | 2 | 2 | 0 | 173:136 | 6:1 | 4 |
| 2 | Россия   | 0:3 |     | 3:0 | 2 | 1 | 1 | 135:139 | 3:3 | 3 |
| 3 | Япония   | 1:3 | 0:3 |     | 2 | 0 | 2 | 144:177 | 1:6 | 2 |

6.09: Бразилия — Россия 3:0 (25:15, 25:19, 25:22).
7.09: Россия — Япония 3:0 (25:15, 25:22, 29:27).
8.09: Бразилия — Япония 3:1 (23:25, 25:22, 25:16, 25:17).

### Плей-офф

#### Полуфинал
9 сентября
Бразилия — Куба 3:0 (25:20, 25:15, 25:18).
Россия — Италия 3:2 (21:25, 23:25, 25:23, 25:15, 15:10).

#### Матч за 3-е место
10 сентября
Италия — Куба 3:2 (25:17, 25:15, 23:25, 23:25, 15:11).

#### Финал
10 сентября
Бразилия — Россия 3:1 (25:20, 25:20, 23:25, 25:17).

## Итоги

Сборная Бразилии — победитель Гран-при 2006 года

### Положение команд
| Бразилия                    |
| Россия                      |
| Италия                      |
| 4. Куба                     |
| 5. Китай                    |
| 6. Япония                   |
| 7. США                      |
| 8. Доминиканская Республика |
| 9. Южная Корея              |
| 10. Азербайджан             |
| 11. Таиланд                 |
| 12. Польша                  |

### Призёры
Бразилия: Валевска Оливейра, Каролина Албукерке, Марианне Штейнбрехер (Мари), Каролин Гаттас, Элия Рожерио ди Соуза (Фофан), Валеска Менезис (Валескинья), Фабиана Клаудино, Велисса Гонзага (Сасса), Жаклин Карвальо, Шейла Кастро, Арлен Шавьер, Рената Коломбо (Ренатинья) (в матчах предварительного этапа также играли Фабиана Алвин ди Оливейра (Фаби) и Жойс Силва). Главный тренер — Жозе Роберто Гимарайнс (Зе Роберто).
  Россия: Мария Бородакова, Ольга Житова, Мария Брунцева, Любовь Соколова, Елена Година, Наталья Сафронова, Светлана Крючкова, Екатерина Гамова, Марина Шешенина, Юлия Меркулова, Наталья Куликова, Марина Акулова (в матчах предварительного этапа также играла Ольга Фатеева). Главный тренер — Джованни Капрара.
  Италия: Симона Риньери, Элиза Тогут, Сара Андзанелло, Валентина Фьорин, Мартина Гуиджи, Паола Паджи, Надя Чентони, Стефания Далль'Инья, Франческа Пиччинини, Элеонора Ло Бьянко, Антонелла Дель Коре, Моника Де Дженнаро (в матчах предварительного этапа также играли Серена Ортолани и Лючия Крисанти). Главный тренер — Марко Бонитта.

### Индивидуальные призы
MVP:  Шейла Кастро
Лучшая нападающая:  Фабиана Клаудино
Лучшая блокирующая:  Сара Андзанелло
Лучшая на подаче:  Нэнси Каррильо
Лучшая в защите:  Моника Де Дженнаро
Лучшая связующая:  Элеонора Ло Бьянко
Лучшая на приёме:  Арлен Шавьер
Лучшая либеро:  Арлен Шавьер
Самая результативная:  Екатерина Гамова